# Втеча з Шоушенка
«Втеча з Шоушенка» (англ. The Shawshank Redemption, дос. «спокута Шоушенком») — американський драматичний фільм 1994 року, знятий режисером Френком Дарабонтом за повістю Стівена Кінга «Ріта Гейворт і втеча з Шоушенка» (англ. Rita Hayworth and Shawshank Redemption).
Станом на 1 червня 2024 року займає першу позицію у списку 250 найкращих фільмів за версією IMDb.

## Сюжет
Молодий банківський працівник Енді Дюфрейн звинувачений у вбивстві своєї дружини і її коханця, якого він не скоював. Але усі докази проти нього — його засуджують до двох довічних термінів тюремного ув'язнення. Після вироку його поміщають до Шоушенка — однієї з найпохмуріших в'язниць Нової Англії. Начальник в'язниці Семюел Нортон демонструє показову релігійність, що не заважає йому займатися темними справами. Головний охоронець-садист Байрон Гедлі вже в першу ніч забиває на смерть одного з ув'язнених, які прибули разом з Дюфрейном. Незабаром Дюфрейн стає об'єктом сексуальних домагань групи ув'язнених, відомих як «сестри». Але важкі умови його не зломили.
Енді подружився з чорношкірим в'язнем Редом, який завдяки своїм зв'язкам доставляє до в'язниці нелегальними каналами різні товари. Навіть у в'язниці Дюфрейн знаходить застосування своїм знанням: спочатку допомагає охоронцям заповнювати податкові декларації, потім його зауважує начальник тюрми і залучає до своїх фінансових махінацій. Дюфрейн зараховує ці гроші на рахунок людини, якої ніколи не існувало в реальності. Після того, як у результаті чергового нападу «Сестер» Енді опиняється в лікарні, охоронці роблять з ватажка «Сестер» інваліда, після чого Дюфрейну дають спокій.
Дюфрейн домагається виділення грошей і книг на розширення тюремної бібліотеки, допомагає отримати освіту іншим в'язням. Енді Дюфрейн не тільки навчає їх читати і писати, але впливає на їхню душу, змушує співчувати, співпереживати.
Одного разу Енді просить Реда дістати йому плакат з акторкою Рітою Гейворт, який вішає на стіну камери. Потім Ріту змінює Мерилін Монро і, нарешті, плакат із фільму «Мільйон років до нашої ери» з Ракель Велч. Начальство в'язниці бачить нелегальні предмети в камері, та не звертає на цей факт особливої уваги. Енді розповідає Реду про те, чим і де хотів би займатися, якби вийшов на волю.
Одного разу до в'язниці потрапляє хлопчисько Томмі Вільямс — балакун, душа компанії, любитель рок-н-ролу, якому Енді намагається допомогти, як і іншим, оскільки виявляє, що молода людина не має здібностей до крадіжок. Від нього Енді дізнається, що під час чергової відсидки той перебував в одній камері зі справжнім вбивцею його дружини, від якого Томмі і дізнався подробиці злочину. Енді намагається вмовити начальника в'язниці допомогти в перегляді його справи, але йому відмовляють, оскільки Енді замішаний у темні справи начальника в'язниці Шоушенка. Енді під час розмови з начальником ображає його і потрапляє в карцер.
Томмі, сам того не знаючи, своєю балакучістю підписав собі смертний вирок. Начальник в'язниці вбиває Томмі, інсценуючи спробу втечі. Убивство Томмі стало для Енді вирішальним поштовхом: зрозумівши, що йому ніколи не вийти з вʼязниці, Дюфрейн здійснює втечу. За постером у стіні виявляють діру, яку Енді робив, ледь почавши відбувати ув'язнення. Із собою Енді забирає всі матеріали про афери начальника тюрми. Відвідавши банк, Енді пред'являє документи на ім'я створеної ним людини і отримує гроші директора. Матеріали про злочини керівництва Шоушенка Дюфрейн відправляє в газету. Підсумок — головний охоронець арештований, начальник в'язниці закінчує життя самогубством.
Якийсь час опісля Ред отримує чисту листівку від Енді зі штемпелем містечка неподалік від мексиканського кордону. Після чергової комісії з помилування Ред виходить на свободу після сорока років увʼязнення. Звільнившись, він якийсь час працює в магазині, але йому некомфортно жити на свободі. Тоді він вирішує їхати до Енді. Фінальна картина — Ред босоніж іде по пляжу, віддалі на піску катер, який лагодить Енді Дюфрейн.

## У ролях
- Тім Роббінс — Енді Дюфрейн
- Морган Фрімен — Елліс Бойд «Ред» Реддінг
- Боб Ґантон — директор Семуель Нортон
- Вільям Седлер — Гейвуд
- Кленсі Браун — капітан Байрон Т. Гедлі
- Жиль Беллоуз — Томмі Вільямс
- Марк Ролстон — Багз Даймонд
- Джеймс Вітмор — Брукс Гетлен
- Ларрі Бранденбург — Скіт
- Ніл Гвінтолі — Джіггер
- Браян Ліббі — Флойд
- Девід Провал — Снуз
- Джеффрі ДеМанн — прокурор

## Цікаві факти[4]
- В оригінальному оповіданні Стівена Кінга Ред (англ. Red, Рудий) — ірландець. Попри те, що в екранізації роль Реда зіграв чорношкірий Морган Фрімен, було вирішено залишити у фільмі репліку Реда «Може бути, тому що я — ірландець», — як вдалий жарт.
- В оригінальній повісті, після того, як у в'язниці дізнаються про втечу Енді, від імені Реда говориться - «В усіх фільмах про втечу з в'язниці, які я бачив, після повідомлення про втечу починають завивати сирени. Насправді нічого подібного не відбувається». У фільмі після звістки про втечу Енді Дюфрейна відразу ж починають завивати сирени.
- На роль Томмі Вільямса спочатку претендував Бред Пітт.
- Коли начальник в'язниці відкриває Біблію, у якій захований геологічний молоток Енді, на сусідній сторінці бачимо початок книги Вихід, яка розповідає про вихід євреїв під проводом Мойсея з Єгипту.
- Стівен Кінг продав права на екранізацію своєї розповіді всього за 1 долар, тому що дружив з режисером і сценаристом Френком Дарабонтом. Вони стали друзями ще під час роботи над короткометражною драмою «Жінка в палаті» (1983) — екранізацією однойменного оповідання Стівена Кінга, здійсненою Френком Дарабонтом. Цікаво, що вони підтримували стосунки лише за листуванням і особисто не зустрічалися до самого початку роботи над «Втечею з Шоушенка».
- У документах Реда, коли той з'являється перед комісією з дострокового звільнення, використане фото сина Моргана Фрімена, актора Альфонсо Фрімена. Він же кричить «Свіжа риба!», коли партію ув'язнених з Дюфрейном привозять до в'язниці.
- Коли під час втечі Дюфрейн розбиває каналізаційну трубу, видно, що звідти під тиском бризкають нечистоти, проте вже в наступному кадрі Дюфрейн, перемагаючи сморід, повзе по цій трубі, і нечистот там всього по кісточку. Ймовірно, вважається, що фонтан викинув зайве з труби, і по ній стало можливо повзти.
- Фільм присвячений Аллену Ґріну (Allen Greene) — близькому другові режисера. Аллен Грін помер від проблем, пов'язаних зі СНІДом незадовго до виходу фільму у світ.
- Колишній начальник Менсфілдської в'язниці, де відбувалося натурне знімання фільму, Денніс Бейкер — у ролі літнього ув'язненого, який сидить у тюремному автобусі позаду Томмі Вільямса.
- Сюжет фільму перегукується з сюжетом класичного роману Александра Дюма-батька «Граф Монте-Крісто», який кілька разів згадується в картині.
- Фільм став другим із чотирьох проєктів Френка Дарабонта, базованих на творах Стівена Кінга. Першим була короткометражна драма «Жінка в палаті» (1983), третім — містична тюремна драма «Зелена миля» (1999), а четвертим стала фантастична хорор-драма «Імла», прем'єра якої відбулася 21 листопада 2007 року.
- Сценарій Френка Дарабонта дуже сподобався іншому режисерові, який успішно екранізував твори Стівена Кінга, — Робу Райнеру, постановнику ностальгічної драми «Залишся зі мною» (1986) і психологічного трилера «Мізері» (1990). Райнер був настільки захоплений матеріалом, що запропонував Дарабонтові $2,5 млн за права на сценарій і постановку фільму. Дарабонт серйозно обдумав пропозицію, але в кінцевому рахунку вирішив, що для нього цей проєкт — «шанс зробити щось дійсно велике», і поставив фільм сам.
- Роб Райнер припускав на ролі Реда і Енді Дюфрейна відповідно Гаррісона Форда і Тома Круза.
- Роль Енді Дюфрейна спочатку запропонували Тому Генксу. Він дуже зацікавився, але не зміг прийняти пропозицію через те, що вже був зайнятий у проєкті «Форрест Ґамп» (1994).
- Згодом Том Генкс знявся в головній ролі в тюремній драмі Френка Дарабонта «Зелена миля» (1999), також поставленій за романом Стівена Кінга.
- Роль Енді Дюфрейна також пропонували Кевіну Костнеру, але актор відмовився від пропозиції, про що згодом сильно шкодував.
- Роль Томаса Вільямса зіграв канадський актор Гіл Беллоуз. Кумедно, що в телесеріалі «Еллі Мак-Біл» (1997—2002) Гіл Беллоуз грав персонажа на ім'я Вільям Томас.
- Екстер'єри в'язниці Шоушенка були зняті у в'язниці міста Менсфілда, штат Огайо. Ця в'язниця на той момент перебувала в такому жалюгідному стані, що для знімання довелося її попередньо реставрувати. З цієї причини велику частину інтер'єрів було відзнято не на натурі, а у павільйонах студії, адже продюсери підрахували, що побудувати декорації в студії буде дешевше, ніж ремонтувати інтер'єри Менсфілда. Згодом Менсфілдська в'язниця також була закрита.
- Попри те, що майже всі жителі міста Менсфілда виявили бажання взяти участь у масових сценах фільму, більшість жителів виявилися занадто зайняті своєю роботою і не змогли зніматися. Масовку довелося набирати в місцевій богадільні, причому деякі з її мешканців були колишніми зеками.
- Коли ми бачимо на екрані великі плани рук Енді Дюфрейна - на початку фільму він заряджає револьвер, а також пізніше, коли Енді вирізає своє ім'я на стіні своєї камери - це насправді руки режисера Френка Дарабонта, а не актора Тіма Роббінса. Ці великі плани були відзняті в процесі поствиробництва фільму і вставлені у вже знятий матеріал.
- Американська гуманістична асоціація, яка захищає права тварин, спостерігала знімання сцен за участю крука. Коли необхідно було зняти епізод, в якому Брукс згодовував круку личинку, АГА заперечила цьому на тій підставі, що це жорстоко по відношенню до личинки. Для того, щоб все-таки зняти цей епізод, помічникам режисера довелося терміново шукати личинку, яка померла від природних причин. Така була знайдена, і сцена була відзнята.
- Номер камери Реда — 237. Це саме число фігурує в обох екранізаціях роману Стівена Кінга «Сяйво» (кінофільм 1980 року і мінісеріал 1997 року) — там це номер кімнати готелю, в якій мешкає привид жінки. Також це число з'являється у фільмі «Залишся зі мною» (1986), знятому за оповіданням Стівена Кінга «Тіло», — там це - сума дріб'язку, зібраного чотирма юними героями ($2,37).
- На стіні в камері Енді Дюфрейна з'являється портрет Альберта Ейнштейна. Це натяк на те, що виконавець ролі Енді Дюфрейна Тім Роббінс паралельно знімався в романтичній комедії «Коефіцієнт інтелекту» (1994), де одним із головних героїв був Альберт Ейнштейн (у виконанні Волтера Метгау).
- Двоє з ув'язнених Шоушенка носять імена Гейвуд і Флойд. Це відсилання до трилогії Артура Кларка «2001: Космічна Одіссея», сполучним героєм якої є доктор Гейвуд Флойд.
- Начальник Нортон насвистує німецький гімн «Потужна фортеця — наш Бог»[de].
- Марка пива, яке ув'язнені п'ють на даху, — Stroh's.
- Фільм за участю Ріти Гейворт, який дивляться ув'язнені, — це знаменита картина Чарльза Відора «Гільда» (1946).
- На бляшанці з-під льодяників, в якій Енді закопує гроші і лист, зображений океанський лайнер «Королева Марія». Такі льодяники випустила 1950 року британська компанія «Бенсонс».
- Мексиканське райське містечко Сіуатанехо справді існує. Це туристське курортне місто на тихоокеанському узбережжі мексиканського штату Герреро.

## Нагороди
- Кінопремія Японії за іноземний фільм.
- Премія видання «Хоті» (Японія) за іноземний фільм.
- Премія видання «Маініті» (Японія) за іноземний фільм.
- 2 премії видання «кинемо Дзунпо» (Японія): премія редакції за іноземний фільм і премія читачів за іноземний фільм.
- Премія «Студійне Кришталеве серце» на МКФ «Країна серця» (США).
- Премія «Клотрудіс» (США) за чоловічу роль (Морган Фрімен).
- Премія Американського Товариства кінооператорів за роботу оператора в повнометражному кінофільмі (Роджер Дікінс).
- Премія «Бронзова жаба» на МКФ кінооператорского мистецтва «Камерімаж» (Польща).
- Приз «Гюменітас» (США) в категорії «повнометражний кінофільм».
- Премія USC (США) за сценарій (Стівен Кінг — автор, Френк Дерабонт — сценарист).
- Сім номінацій на Оскар:
  - Найкращий фільм
  - Найкраща чоловіча роль (Морган Фрімен)
  - Найкращий адаптований сценарій
  - Найкраща робота оператора
  - Найкращий звук
  - Найкращий монтаж
  - Найкращий оригінальний саундтрек

## Вплив
Як це описується в Нью-Йорк Таймс, про цей фільм багато писали в статтях цієї газети 19 грудня, 2007 року, коли двоє ув'язнених здійснили втечу з в'язниці посиленого режиму Union County Jail у Нью-Джерсі. Репортери назвали цю подію «втечею у стилі Шоушенка». Ув'язнені використовували фотографію дівчини в бікіні для того, щоб заховати сліди підкопу, і залишили після себе подячну записку, підписану смайликом, адресовану охоронцеві, який, з їхніх слів, допоміг їм у втечі. Незабаром після цього охоронець вчинив самогубство.